# ジーンズブルース 明日なき無頼派
『ジーンズブルース 明日なき無頼派』（じーんずぶるうす あすなきぶらいは）は、1974年3月30日に東映で公開された日本映画。カラー、91分。

## 概要
東映版『俺たちに明日はない』のような作品であり、現実に嫌気が指したバーのママと墓掘り屋の青年が追ってくる殺し屋から逃げつつ、犯罪を起こす青春アクション。
1974年1月16、17日にあった東映編成会議でのタイトルは『やどかり』であった。

## キャスト
- 聖子（ひじりこ）：梶芽衣子
- 片桐次郎（本郷の仲間の下っ端・金持って逃走）：渡瀬恒彦

### 本郷の関係者
- 本郷（アニキ）：内田良平
- 早川（本郷の子分）：室田日出男
- 石松（本郷の子分・吃音）：川谷拓三
- マリ（中川の愛人・本郷の仲間に加わる）：橘真紀
- 中川（金貸し・本郷たちに殺害される)：北村英三
- 瀬川（中川殺しの依頼者・次郎の目撃）：川浪公次郎

### 次郎の関係者
- 片桐百合子（次郎の妹）：堀越陽子
- 百合子の男：大木晤郎
- 堀田（中古車販売・次郎に車を売る）：山本麟一
- 堀田豊子（堀田の妻）：丸平峰子

### その他
- マスター：菅貫太郎
- バーの客（聖子を乱交に誘う）：北川俊夫
- 中年の女（聖子の店の客・荷物を預ける）：葵三津子
- バーの女（乱行をする若い女）：高木亜紀、栗はるみ、松代薫
- 竹村清（セドリックバン運転手・次郎に跳ねられる）：福本清三※ノンクレジット
- 警官（ばら撒かれた札束に対する次郎への事情聴取）：山田良樹
- ハンター（聖子たちに猟銃を奪われる）：曽根晴美
- 荒木野石油スタンド店員（次郎に金を奪われる）：奈辺悟
- ヤクザ親分（次郎たちの賭場荒らしに遭う）：宮城幸生
- 鍵谷部長刑事（篭城する聖子たちの懐柔）：有川正治
- 野次馬（次郎と聖子を襲う商店街の住人）：那須伸太朗、遠山金次郎
- 運送会社社員（次郎と聖子の入っているコンテナのそばに来る男）：畑中伶一
- トラック運転手（次郎と聖子の乗ったトラックの運転手）：大矢敬典

## スタッフ
- 企画：日下部五朗、佐藤雅夫
- 監督：中島貞夫
- 脚本：金子武郎、中島貞夫
- 撮影：増田敏雄
- 美術：吉村晟
- 音楽：井上忠夫
- 録音：溝口正義
- 照明：金子凱美
- 編集：神田忠男
- 助監督：土橋亨

## 主題歌
- 『ジーンズぶるうす』
- 作詞：吉田旺
- 作曲：井上忠夫
- 唄：梶芽衣子

## 同時上映
『非情学園ワル ネリカン同期生』
- 原作：真樹日佐夫、影丸譲也 / 脚本：松本功、山本英明 / 監督：三堀篤 / 主演：谷隼人
- 『ワル』シリーズ第3作にして最終作。

## 映像ソフト
- 2011年2月21日に東映ビデオからDVDが発売された。